# Juan Hospital
Juan Hospital (1895 – Avellaneda, 21 agosto 1956) è stato un calciatore argentino, di ruolo attaccante.

## Caratteristiche tecniche
Giocava come ala destra.

## Palmarès

### Club

#### Competizioni nazionali
- Copa Campeonato: 6

Racing Club: 1913, 1914, 1915, 1916, 1917, 1918
- Copa de Honor Cousenier: 1

Racing Club: 1913
- Copa Ibarguren: 5

Racing Club: 1913, 1914, 1916, 1917, 1918
- Copa de Honor Municipalidad de Buenos Aires: 3

Racing Club: 1913, 1915, 1917
- Primera División (AAm): 2

Racing Club: 1919, 1921

#### Competizioni internazionali
- Copa Ricardo Aldao: 2

Racing Club: 1917, 1918